# Polenstrasse (Thalheim)

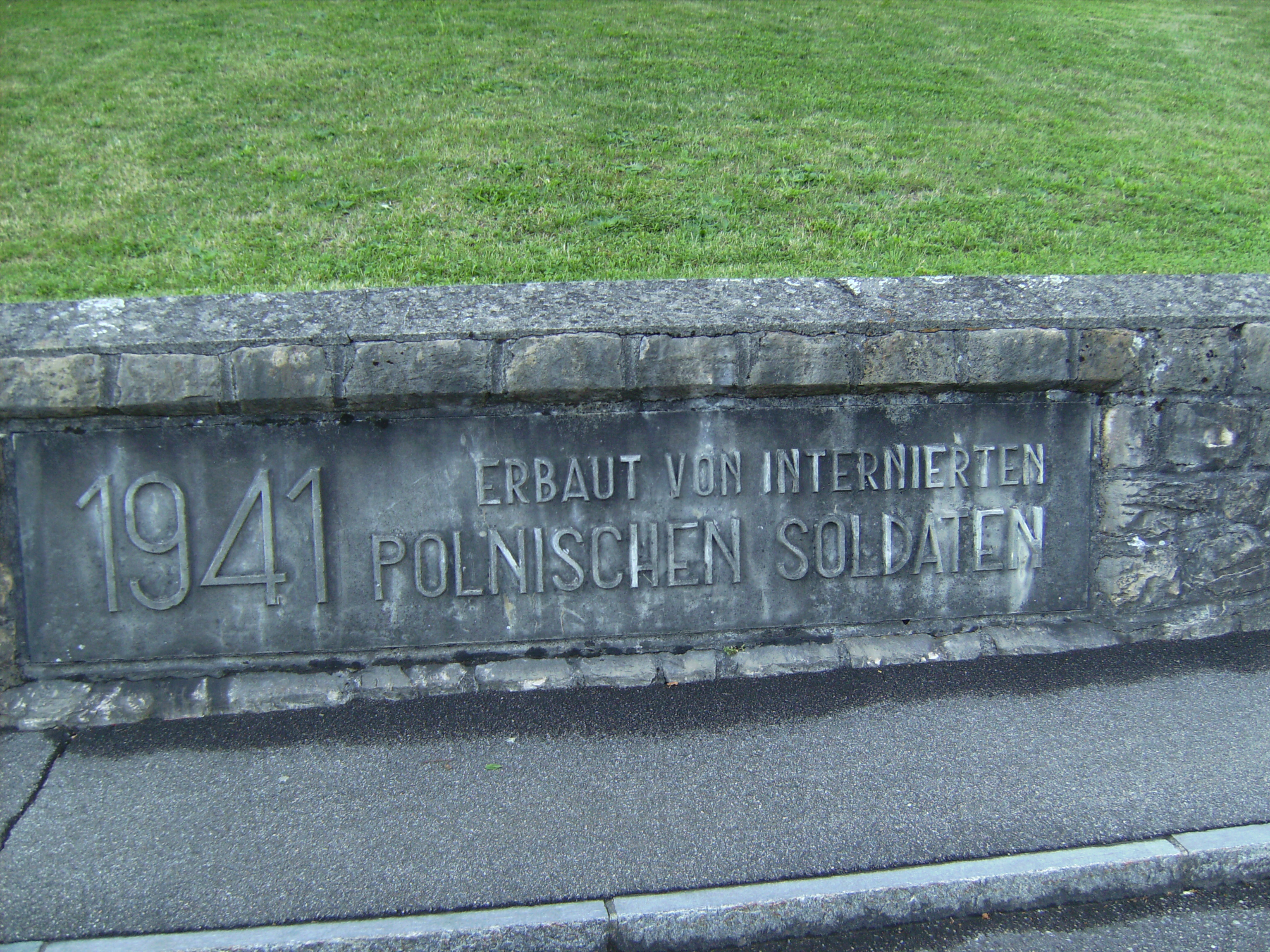
Denkmal der Polenstrasse in Thalheim

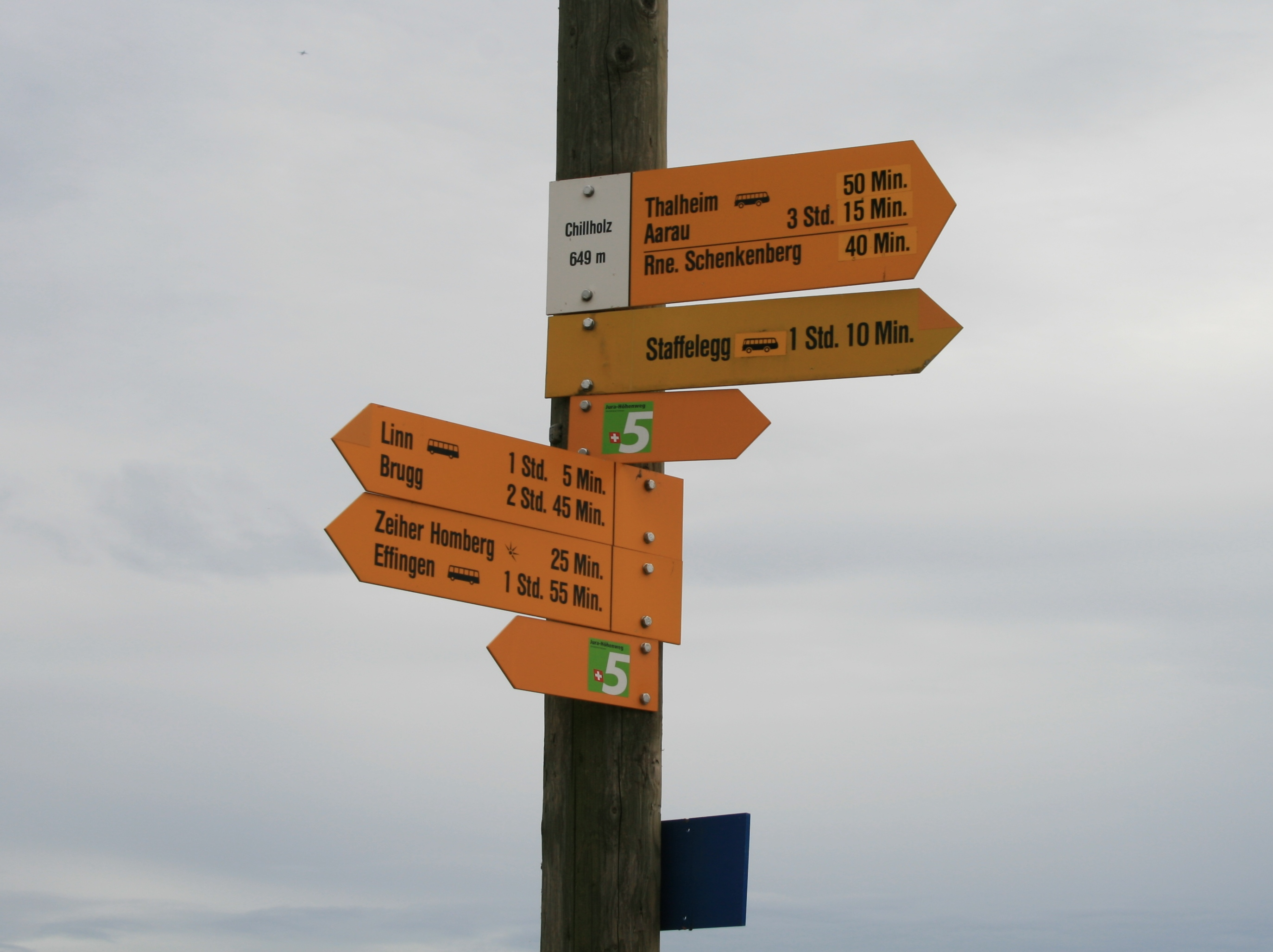
Chillholz zwischen Thalheim und Zeihen

Die Polenstrasse bei Thalheim ist eine Verbindungsstrasse im Kanton Aargau in der Schweiz. Sie führt von Thalheim im Schenkenbergertal über das Chilholz in Richtung Zeihen im oberen Fricktal. Die Strasse ist eine der vielen Polenstrassen, die in der Schweiz zwischen 1941 und 1945 von internierten polnischen Soldaten erbaut wurden.

## Beschreibung
Von grosser Bedeutung ist die Polenstrasse vor allem als Zufahrt zu verschiedenen Weilern und abgelegenen Höfen im Norden des Gemeindegebiets von Thalheim. Die Strasse beginnt im Unterdorf (443 m ü. M.) und umfährt den Schenkenberg mit der gleichnamigen Ruine an dessen Ostseite. Anschliessend führt sie durch die Weiler Stalten (506 m ü. M.) und Schenkenbergerhof (564 m ü. M.), bis sie schliesslich nach rund zwei Kilometern in der Flur Elmhard (617 m ü. M.) unterhalb des Chilholz in eine unasphaltierte Naturstrasse übergeht, die in Richtung Zeihen weiterführt. Am Dorfrand von Thalheim weist ein Gedenkstein in der Stützmauer auf die Entstehungsgeschichte der Strasse hin.

## Bau der Strasse
Nach Beginn des Westfeldzuges der deutschen Wehrmacht im Mai 1940 führte die Schweizer Armee eine zweite Mobilmachung durch. Der bestehende Übergang vom Schenkenberger- ins Fricktal war jedoch zu steil für die Artillerie, weshalb die Armee bereits im Februar den Bau einer gleichmässiger verlaufenden Strasse plante und im April mit den ersten Arbeiten begann. Aus Mangel an militärischen Arbeitskräften ruhten die Arbeiten ab Ende Juni.
Am 20. Juni 1940 hatten 13'000 Soldaten der 2. polnischen Schützendivision, die zuvor nach der Flucht aus dem von Deutschen besetzten Polen in Frankreich an der Seite der Franzosen bis zu deren Waffenstillstand mit dem Deutschen Reich gekämpft hatten, die Schweizer Grenze überschritten und wurden daraufhin interniert. Im Februar 1941 trafen ein paar Dutzend Polen in Thalheim ein, die auf dem Schulhausplatz in Baracken lebten und die Arbeit an der Strasse wieder aufnahmen. Das Rohmaterial für den Strassenbelag stammte aus einem Steinbruch oberhalb des Dorfes, wo die Internierten Löcher in den Fels bohrten, um diesen anschliessend zu sprengen. Neben der Strasse entstanden ein Abflussgraben und in besonders steilen Abschnitten Stützmauern.
Im Februar 1943 verliessen die polnischen Internierten (welche sich im Dorf frei hatten bewegen dürfen) Thalheim, woraufhin die Arbeiten komplett eingestellt wurden. Die Strasse blieb unvollendet; an einem Weiterbau in Richtung Zeihen bestand kein Interesse mehr, weil das Ende des Krieges absehbar war. Im April 1948 ging die Polenstrasse in den Besitz der Gemeinde Thalheim über.
Koordinaten: 47° 26′ 47,7″ N, 8° 6′ 1,8″ O; CH1903: 649920 / 255300